# Sympiesis particola
Sympiesis particola är en stekelart som först beskrevs av Girault 1916.  Sympiesis particola ingår i släktet Sympiesis och familjen finglanssteklar. Inga underarter finns listade i Catalogue of Life.